# Henryk Kozłowski (żołnierz AK)

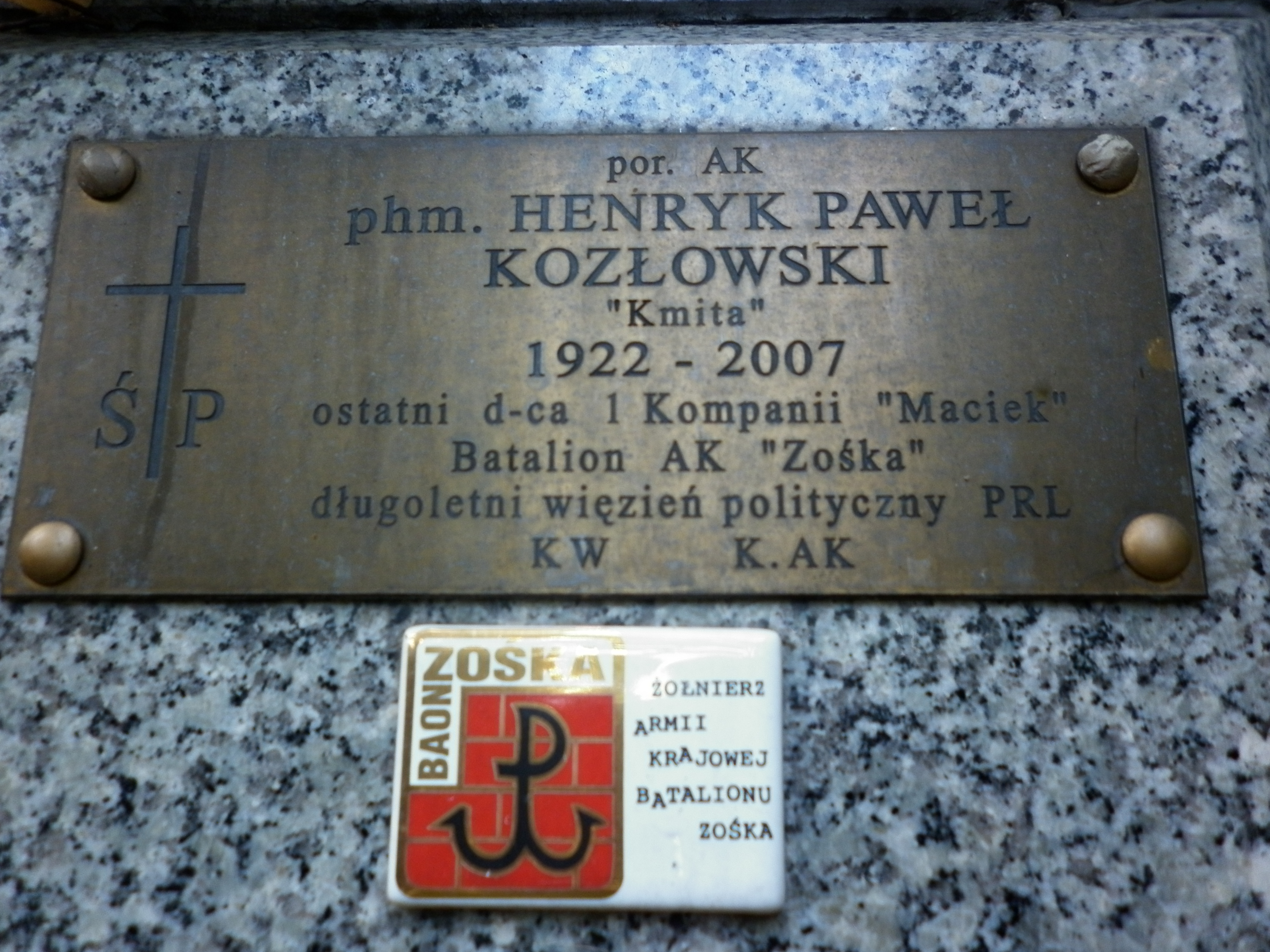
Grób Henryka Kozłowskiego na Cmentarzu Wojskowym na Powązkach

Henryk Paweł Kozłowski ps. Kmita (ur. 15 stycznia 1922 w Warszawie, zm. 19 lutego 2007 w Ottawie) – polski żołnierz podziemia,  porucznik AK, ostatni dowódca kompanii „Maciek” batalionu „Zośka”, podharcmistrz, członek Koła Byłych Żołnierzy AK  w Montrealu, Polskiego Instytutu Naukowego w Kanadzie oraz Stowarzyszenia Inżynierów i Techników Polskich w Kanadzie.
W czasie okupacji niemieckiej uczestniczył w konspiracji, a następnie jako dowódca kompanii „Maciek” batalionu „Zośka” w powstaniu warszawskim.
Po zakończeniu działań wojennych był więźniem politycznym Polski Ludowej. Został skazany na karę śmierci, zamienioną następnie na dożywocie, w więzieniu spędził 8 lat. Był pracownikiem Polskiego Towarzystwa Chemicznego, Instytutu Chemii Organicznej PAN w Warszawie, oraz Biblioteki Narodowej w Ottawie.
Absolwent Wydziału Ekonomii SGH, oraz bibliotekarstwa na Uniwersytecie Ottawskim.
Pochowany 7 września 2007 na Cmentarzu Wojskowym na Powązkach w Warszawie w Panteonie Żołnierzy Polski Walczącej (kwatera D18-kolumbarium lewe B-3-5).

## Odznaczenia
- Krzyż Walecznych (dwukrotnie, 1944)
- Medal Wojska (czterokrotnie, 1948)[2]
- Krzyż Armii Krajowej
- Warszawski Krzyż Powstańczy